# Бакалейников, Михаил Романович
Михаил Романович Бакалейников (англ. Mischa Bakaleinikoff; 10 ноября 1890 — 10 августа 1960) — американский режиссёр звукозаписи, композитор музыки к кинофильмам и дирижёр русского происхождения.

## Биография
Михаил Бакалейников родился в 1890 году в Москве, там же родились его родные братья Константин, Николай и Владимир, также известные музыкальные деятели. В 1914 году дирижирует оркестром во время премьерной постановки спектакля «Сакунтала» в московском Камерном театре под руководством Александра Таирова. Михаил эмигрировал из СССР в 1926 году. В 1931 году он прибыл в Голливуд и стал работать в музыкальном департаменте Columbia Studios.
После кончины, последовавшей в 1960 году, оставил вдовой супругу Ивон-Мэри (Yvonne Marie Bakaleinikoff, урождённая Wilson), двух дочерей — Викторию Читуни (Victoria Chituni) и Энни (Annie Bakaleinikoff), а также двух сыновей — Тони и Уильяма.

## Произведения
- "Обидно, досадно…". Цыганская песня. Слова Александра Кусикова, музыка Михаила Бакалейникова. Издательство Москва. "Маски" 1920

## Карьера
Михаил Бакалейников играл на контрабасе и виоле в оркестре Columbia Studios для фильмов, таких как «Потерянный горизонт», до того как стал музыкальным директором студии в начале 1940-х. Также он написал музыку к нескольким десяткам фильмов, среди которых:
- Ногами вперёд (1930)
- Дамы для досуга (1930)
- Джейн Эйр (фильм, 1934)
- Меня зовут Джулия Росс (1945)
- Перед самым рассветом (1946)
- Бэтмен и Робин (1949)
- Атомный Человек против Супермена (1950)
- Сильная жара (1953)
- Оружие ярости (1953)
- Земля против летающих тарелок (1953)
- Новый Орлеан без цензуры (1955)
- Это прибыло со дна моря (1955; в титрах не указан)
- Линейка (1958)
- Кричащая женщина (1958)